# Лебедев, Пётр Семёнович
Пётр Семёнович Ле́бедев (20 ноября 1816— 2 марта 1875) — генерал-майор, военный писатель
.

## Биография
Пётр Лебедев воспитывался в Московском кадетском корпусе, из которого был выпущен в 1836 году прапорщиком в Волынский лейб-гвардии полк. После окончания курса в Императорской Военной академии он был переведён в Генеральный штаб.
В 1846 году Лебедев был назначен в Императорскую Военную академию адъюнкт-профессором военной географии, тактики (1848—1855), военной администрации (1849—1862), военной истории и стратегии (1848—1855), военной статистики (1846—1848), военного красноречия (1846—1856). Кроме того, Лебедев был преподавателем в Пажеском корпусе тактики и военной истории.
Он был блестящим оратором, свободно владевшим словом и картинностью изображения.
В своих лекциях по военной истории Лебедев старался воспроизвести характер исторической эпохи, настроение и устройство войск в данный исторический момент, охотно останавливался на биографиях военных деятелей и затрагивал всевозможные житейские темы.
Впоследствии Пётр Семёнович состоял членом военно-цензурного комитета и членом-редактором комиссии для улучшений по военной части.
С 1855 по 1861 год Пётр Семёнович Лебедев был редактором военной газеты «Русский инвалид».
В 1862 году, после выслуги 25 лет, был отчислен из Академии и назначен членом петербургского и московского тюремных комитетов.
В 1864 году он был командирован в распоряжение главнокомандующего войсками Варшавского военного округа, затем произведён в генерал-майоры и назначен помощником начальника 10-й пехотной дивизии. В 1866 году переведен на ту же должность в 7-й пехотной дивизии, а в 1869 году стал ее командующим. В 1872 г. отчислен от должности, с 1873 г. находился в распоряжении командующего войсками Виленского военного округа. 
Пётр Семёнович Лебедев умер 2 марта 1875 года от аневризмы желудочной артерии в Вильне.

## Военная литература
Лебедев принимал довольно деятельное участие в журнальной литературе в период её значительного оживления.
Будучи редактором «Русского Инвалида», он опубликовал интересную статью «Фельдмаршал Радецкий и его поход в 1848—1849 гг.» (СПб., 1850), перевод совместно с Модестом Ивановичем Богдановичем «Очерка венгерской войны 1848—1849 гг.» («Военный Журнал». — 1850 и отдельное издание: СПб., 1850) и оригинальные работы:
- «Беседы о военной администрации» (СПб.. — 1853)
- «Несколько слов о военном красноречии» («Военный Журнал», 1847)
- «Воспоминания о главнокомандующем Гвардейским и Гренадерским корпусами гр. Ф. В. Ридигере» (СПб., 1856)

В 1863 году он напечатал сочинение «Графы Никита и Пётр Панины (опыт разработки новейшей русской истории по неизданным источникам)» (СПб., 1863). Кроме того, Лебедев принимал участие в нескольких журналах и газетах статьями по современным вопросам, но обыкновенно своих статей не подписывал.

## Награды
За время службы Пётр Семёнович Лебедев был удостоен следующих наград:
- орден Святой Анны 1-й степени (1868),
- орден Святого Станислава 1-й степени (1866),
- орден Святого Владимира 3-й степени (1863),
- знак отличия беспорочной службы за XX лет (1858),
- бриллиантовый перстень с рубином (1858),
- орден Святого Станислава 2-й степени с императорской короной (1858),
- орден Святого Владимира 4-й степени (1856),
- знак отличия беспорочной службы за XV лет (1855),
- императорская корона к ордену Святой Анны 2-й степени (1851),
- орден Святой Анны 2-й степени (1848),
- орден Леопольда 3-й степени (Австро-Венгрия, 1851).